# Louis Kimpe
Alfred Louis Joseph Kimpe (Tourcoing, Nord, 1898. május 12. – Tourcoing, Nord, 1970. augusztus 31.) olimpiai bronzérmes francia tornász.
Ez első világháború után az 1920. évi nyári olimpiai játékokon indult, és mint tornász versenyzett. Csapat összetettben bronzérmes lett.